# Archery Trade Association
Die Archery Trade Association (ATA) ist eine Hersteller- und Händlerorganisation im Wirtschaftszweig des Bogensports und direkte Nachfolgeorganisation der Archery Manufacturer’s Organization (AMO). Sie führte erstmals internationale Standardisierungen von Kenngrößen und Messverfahren im Bogensport und bei Bogensportausrüstung ein, die AMO Standards.
Der Verband repräsentiert Hersteller, Vertriebshändler, Einzelhändler, Handelsvertreter und andere Beschäftigte der Bogensport- und Bogenjagdindustrie. Er vertritt seine Mitglieder seit 1953 und widmet sich unter anderem als Lobbyverband der wirtschaftlichen Unterstützung der Branchenindustrie in den Bereichen Ausgabensenkung, Steuerreduzierung und Abbau staatlicher Regulierungen sowie der zunehmenden Beteiligung an Bogensport und Bogenjagd.
Die Vereinigung ist Gründer und Veranstalter der ATA Trade Show, der weltweit größten und unterbrechungsfrei stattfindenden Handelsmesse der Bogensportindustrie. Die Messe ist eine der Öffentlichkeit nicht zugängliche, von den Mitgliedshändlern betriebene Verkaufsveranstaltung.

## Geschichte
Die Organisation wurde 1953 in Wisconsin, USA unter dem Namen Archery Manufacturers and Dealers Association (AMADA) gegründet. Unter den Gründungsmitgliedern waren unter anderen die in der Bogensportwelt anerkannten Bogenbauer und Bogenschützen Fred Bear und Bob Lee.
Eines der ersten Vorhaben war die Standardisierung von Bogen- und Sehnenlängen, woraus die bis heute verbreiteten AMO Standards hervorgingen. Die 22 grundlegenden Standards sind heute in den ATA Technical Guidelines (deutsch: technische Richtlinien) definiert, einem Leitfaden aus in rund fünfzig Jahren angesammeltem Ingenieurwissen und praktischer Erfahrung. Sie geht zurück bis auf die Zeiten von Earl Hoyt, Gründer von Hoyt Archery, einem der heute weltweit größten Bogen- und Equipmentunternehmen, Dick Mauch von Bear Archery und Chuck Saunders. Ungeachtet ihrer geschäftlichen Konkurrenz propagierten die frühen Unternehmer gemeinsam standardisierte und gleichbleibende Industrierichtlinien für Händler und Kunden.
In den 1960er Jahren kürzte die Vereinigung ihren Namen von AMADA zu Archery Manufacturer’s Organization (AMO). Infolge der Erfindung des Compoundbogens stiegen in den 1970er Jahren die Mitgliederzahlen aus überwiegend Herstellern stark an. 1991 verlegte der Verband unter Präsidentschaft von Dick Lattimer seinen Zentralsitz nach Gainesville (Florida), USA. Mit der Erstveranstaltung der AMO Archery Trade Show wurde 1997 die Finanzierung des Verbandes, die bisher aus Spendenbeiträgen der Mitglieder bestand, durch die Gewinne aus dieser Veranstaltung ersetzt.
Im Jahr 2002 erfolgte die Umorganisation der AMO in die Archery Trade Association. Die ATA sieht sich als Non-Profit-Förderer von Wachstum in Bogensport und Bogenjagd. Sie arbeitet zur Verbreitung der Bogensportarten mit verschiedenen Organisationen der Bogensportindustrie zusammen.

## Partnerschaften
- USA Archery (USAA) – Kaderschmiede für olympische Bogenschützen, nationale Organisation im Olympischen Komitee der Vereinigten Staaten
- Archery Shooters Association (ASA) – Bogenschützenverband, USA-weiter Turnierveranstalter für Professionelle und Amateure, Kennesaw, Georgia
- National Field Archery Association (NFAA) – größter nichtkommerzieller Feldbogenverband der Vereinigten Staaten, nationale Turniere und Ligen
- International Bowhunting Organization (IBO) – Internationale Bogenjagdorganisation
- American Crossbow Federation – US-amerikanischer Armbrustverband

## Zielsetzung
- Wachstum des Bogensports im Bereich Freizeitsport
- Steigerung der öffentlichen Wahrnehmung von Bogensport und Bogenjagd
- Halten und Steigern der Anzahl an Bogenschützen und Bogenjägern
- Vereinigung von Bogenschützen und Bogenjägern sowie von Bogensport- und Bogenjagdorganisationen
- Herabsetzen von Zugangsbarrieren zu Bogensport und Bogenjagd, Schaffung von  Möglichkeiten zur Teilnahme.

## Mitglieder
Im Jahr 2000 bestand der Verband aus mehr als 600 Herstellern, Händlern und Vertriebsfirmen. Gegenwärtig (2016 ?) hat die jährliche ATA Trade Show etwa 600 Aussteller und mehr als 9.000 Besucher. Zur Messe sind als Besucher nur Mitglieder der ATA zugelassen.

## Veröffentlichungen
Der Verband veröffentlicht regelmäßig Beiträge in den Handelsmagazinen Inside Archery, ArrowTrade und Archery Business.
Des Weiteren veröffentlicht er in Pressemitteilungen und unterhält die Internetseiten archerytrade.org und archery360.com.
Der Verband ist ein Sponsor der Chronic Wasting Disease Alliance, einer Organisation zur Aufklärung über die Chronic Wasting Disease, einer Erkrankung des zentralen Nervensystems bei Hirschen, ähnlich BSE.